# Kampstraat 13 (Arensgenhout)

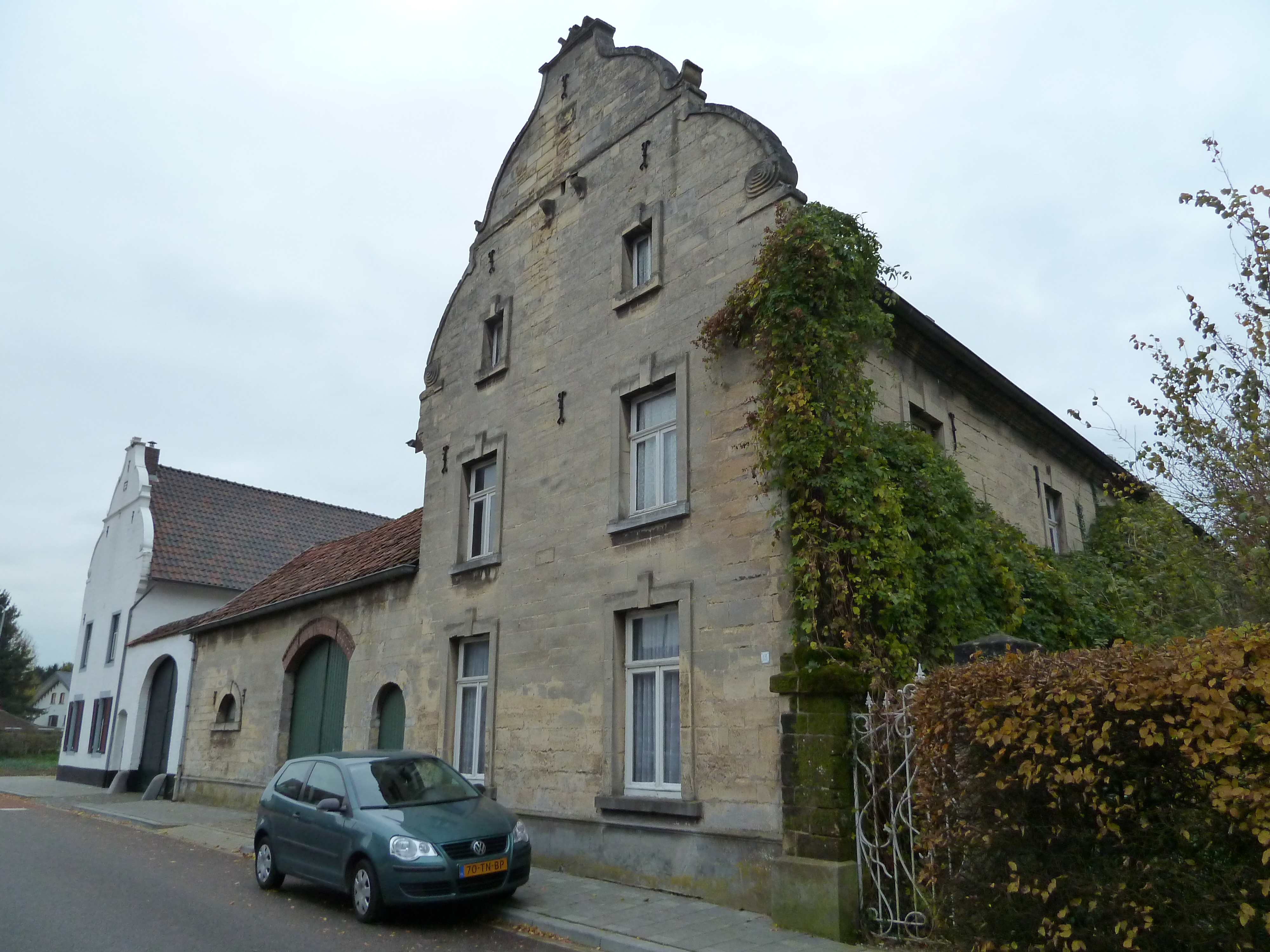
Kampstraat 13

De Kampstraat 13 is een hoeve van mergel aan gesloten binnenplaats met in- en uitgezwenkte topgevel in Arensgenhout dat deel uitmaakt van de gemeente Beekdaelen in de Nederlandse provincie Limburg.